# José de Lima
José de Lima, auch Dom José Lima, (* 21. Februar 1924 in Tiros, Minas Gerais; † 12. Juni 2013 in Sete Lagoas, Minas Gerais) war ein brasilianischer Geistlicher und römisch-katholischer Bischof von Sete Lagoas in Brasilien. 

## Leben
José de Lima empfing am 8. Dezember 1948 die Priesterweihe.
Papst Paul VI. ernannte ihn am 13. April 1973 zum Bischof von Itumbiara. Der Erzbischof von Goiânia, Fernando Gomes dos Santos, spendete ihm am 15. Juli desselben Jahres die Bischofsweihe; Mitkonsekratoren waren Belchior Joaquim da Silva Neto CM, Bischof von Luz, und Antônio Ribeiro de Oliveira, Weihbischof in Goiânia. Sein Wahlspruch war „In caritate“ (In der Liebe) nach 1 Joh 4, 16.
Papst Johannes Paul II. ernannte ihn am 7. Juni 1981 zum Bischof von Sete Lagoas. 
José de Lima engagierte sich vor allem für die Bildung. Er war einer der Gründer des Colégio Estadual Pio X, wo er als Direktor und Lehrer für Geschichte und Religion tätig war. 
Am 27. Oktober 1999 nahm Papst Johannes Paul II. seinen altersbedingten Rücktritt an.